# Отанче
Отанче (исп. Otanche) — город и муниципалитет в центральной части Колумбии, на территории департамента Бояка. Входит в состав Западной провинции.

## История
Город был основан 17 ноября 1960 года.

## Географическое положение
Город расположен в западной части департамента, в гористой местности Восточной Кордильеры, на расстоянии приблизительно 90 километров к западу-северо-западу (WNW) от города Тунха, административного центра департамента. Абсолютная высота — 1147 метров над уровнем моря.
Муниципалитет Отанче граничит на северо-западе с территорией муниципалитета Пуэрто-Бояка, на северо-востоке — с муниципалитетом Пауна, на востоке — с муниципалитетом Сан-Пабло-де-Борбур, на юго-востоке — с муниципалитетом Мусо, на юге — с муниципалитетом Кипама, на севере — с территорией департамента Сантандер, на юго-западе — с территорией департамента Кундинамарка. Площадь муниципалитета составляет 512 км².

## Население
По данным Национального административного департамента статистики Колумбии, совокупная численность населения города и муниципалитета в 2015 году составляла 10 660 человек.
Динамика численности населения муниципалитета по годам:
| 2005   | 2006   | 2007   | 2008   | 2009   | 2010   | 2011   | 2012   | 2013   | 2014   | 2015   |
| ------ | ------ | ------ | ------ | ------ | ------ | ------ | ------ | ------ | ------ | ------ |
| 10 463 | 10 490 | 10 515 | 10 538 | 10 560 | 10 581 | 10 599 | 10 617 | 10 633 | 10 647 | 10 660 |

Согласно данным переписи 2005 года мужчины составляли 52,8 % от населения Отанче, женщины — соответственно 47,2 %. В расовом отношении белые и метисы составляли 97,1 % от населения города; негры, мулаты и райсальцы — 2,9 %.
Уровень грамотности среди всего населения составлял 82,9 %.

## Экономика
Основу экономики Отанче составляют сельское хозяйство и добыча полезных ископаемых (изумрудов и угля).

55,3 % от общего числа городских и муниципальных предприятий составляют предприятия торговой сферы, 38 % — предприятия сферы обслуживания, 6,3 % — промышленные предприятия, 0,4 % — предприятия иных отраслей экономики.

## Транспорт
Через город проходит национальное шоссе № 60 (исп. Ruta Nacional 60).